# Maria Gertraude Schmidt
Maria Gertraude (auch Gertrauda) Schmidt (* 1723 oder 1724 in Rödigsdorf; † 3. August 1753 in Weimar) war eine Magd der Lottenmühle in Weimar. Sie wurde wegen Kindesmords  hingerichtet.

## Tat und Urteil
Am 23. Dezember 1750 brachte Maria Gertraude Schmidt ohne Beistand einen Knaben zur Welt, der nicht lange lebte. Früh kamen Zweifel an einem natürlichen Tod auf.
Die Untersuchungen zogen sich über 31 Monate hin. Der tote Knabe sei im Schrank verborgen worden und der Schädel sei zerquetscht gewesen. Schmidt habe einem Gutachten zufolge glaubhaft versichert, dass „das Kind von ihr (weg) auf den Boden gestürzet“ sei. Die Weimarer Räte zweifelten das Geständnis der Magd an, das durch Folter erlangt wurde, und waren sich unsicher, ob diese ihr Kind nicht vorsätzlich getötet hatte.
Das änderte nichts an dem Schuldspruch, den der Jenaer Schöppenstuhl als rechtens ansah, und damit an dem Urteil auf Verhängung der Todesstrafe. Das Motiv sei der Ehebruch des Müllers der Lottenmühle, Sebald Tobias Stock, gewesen, den sie auch belastete. Der Müller selbst und sein angeblicher Ehebruch spielte aber in dem Verfahren keine Rolle.
Maria Gertraude Schmidt wurde im Alter von 29 Jahren durch Enthauptung mit dem Schwert hingerichtet. Die Hinrichtung wurde als aufwändiges öffentliches Spektakel auf dem Schweinsmarkt in Weimar vollzogen, der sich auf dem heutigen Goetheplatz befand. Das Richtschwert ist erhalten geblieben und befindet sich im Stadtmuseum Weimar.
In der zweiten Hälfte des 18. Jahrhunderts galt noch immer die Constitutio Criminalis Carolina von Kaiser Karl V. aus dem Jahr 1532, wonach Kindsmörderinnen lebendig begraben, gepfählt oder ertränkt werden sollten. Dies wurde als nicht zeitgemäß angesehen und die Strafe durch Enthauptung gemildert.
Fast drei Jahrzehnte später wurde Johanna Catharina Höhn, eine Magd der Niedermühle (heute Carlsmühle) in Weimar, ebenfalls wegen Kindesmord zum Tod verurteilt. Dies löste eine Diskussion um die Frage der Abschaffung der Todesstrafe im Herzogtum Sachsen-Weimar-Eisenach aus. Im Unterschied zum Fall Schmidt trugen die Weimarer Räte dem Herzog Franz Josias von Sachsen-Coburg-Saalfeld aufgrund mehrerer Gutachten von Universitäten an, die Hinrichtung zu einer ewigen Zucht-Hausstrafe umzuwandeln. Dies lehnte der Herzog ab und so wurde 1783 auch die Enthauptung der Johanna Catharina Höhn aufwändig öffentlich vollzogen. 